# Občina Dobrna
Občina Dobrna (slovinsky Občina Dobrna, německy Gemeinde Neuhaus) je jednou z 212 občin ve Slovinsku. Nachází se v Savinjském regionu na území historického Dolního Štýrska. Občinu tvoří 11 sídel, její rozloha je 31,7 km² a k 1. lednu 2017 zde žilo 2 226 obyvatel. Správním střediskem občiny je vesnice Dobrna.

## Členění občiny
Občina se dělí na sídla:
- Brdce nad Dobrno
- Dobrna
- Klanc
- Loka pri Dobrni
- Lokovina
- Parož
- Pristova
- Strmec nad Dobrno
- Vinska gorica
- Vrba
- Zavrh nad Dobrno